# The Ambiguity Manifesto
The Ambiguity Manifesto ist ein Jazzalbum des Taylor Ho Bynum 9-Tette. Die am 3. und 4. März 2018 entstandenen Aufnahmen erschienen am 20. September 2019 als Doppel-LP bzw. im Oktober 2019 als Compact Disc auf Firehouse 12 Records.

## Hintergrund
„Bynum unterrichtet in Dartmouth, spielt einiges in frei improvisierten und kollaborativen Kleingruppen-Umgebungen und hält eine Band am Laufen, in der er seine Konzepte durcharbeiten und präsentieren kann“, notierte Bill Meyer. Zum Zeitpunkt der Aufnahmen war dies das 9-Tette genannte Nonett. In den letzten zehn Jahren zuvor hatte sich die Größe von einem Sextett zu einem 15-teiligen „PlusTet“ verändert, und Bynum änderte stets den Namen, um den Umfang seiner Band-Formationen widerzuspiegeln.
Taylor Ho Bynums The Ambiguity Manifesto mit seinem scheinbar widersprüchlichen Titel (dt. Das Manifest der Mehrdeutigkeit) ist das dritte Album in einer „zufälligen Trilogie“, wie der Kornettist-Komponist es nannte, schrieb Karl Ackermann. Nach seinen Firehouse 12 Records-Veröffentlichungen Navigation (Possible Abstracts XII & XIII) (2013) und Enter the Plustet (2016) erkannte Bynum eine – wenn auch unkonventionelle – Form sowohl bei der Komposition als auch bei der Aufführung dieser großen Ensemble-Werke. Mit einem 9-Tette aus Mitgliedern seines Sextetts und des Plus Tet fügte Bynum noch Stomu Takeishi am E-Bass hinzu.
Taylor Ho Bynums 2013 erschienene Album Navigation bestand aus vier verschiedenen Versionen der Titelkomposition in Albumlänge. In ähnlicher Weise enthält The Ambiguity Manifesto drei Kompositionen, die jeweils zwei verschiedene Untersuchungen der 9-Tette des Kornettisten sowie ein weiteres Stück, „(G)host (a/b)“. Dies sei natürlich kein Fall von Master- und alternativen Takes, schrieb Mike Shanley. Auf diese Weise widerspricht die Gruppe den ursprünglichen Richtlinien, die Bynum, ein langjähriger Mitarbeiter von Anthony Braxton, verfasst hat, und entwickelt jedes Mal etwas ganz anderes.
„Ich habe viele Jahre mit Taylor [Ho Bynum] in vielen verschiedenen Konfigurationen zusammengearbeitet, und The Ambiguity Manifesto ist eines meiner Lieblingswerke, das [Bynum] bisher geschrieben hat“, sagte die Gitarristin Mary Halvorson, die zur neuen Aufnahme beiträgt. „Es synthetisiert so viele Elemente von Taylors Komponieren – einen starken Sinn für Melodie, einen starken Sinn für Überraschung, eine breite Klangpalette, die Freiheit der Musiker, die Komposition zu steuern -, um ein flüssiges, modulares, flexibles Musikstück zu schaffen, das unglaublich ist variiert mit jeder neuen Aufführung, behält aber irgendwie seine Kernidentität bei. Es fühlt sich immer fröhlich, intensiv und voller Energie an.“

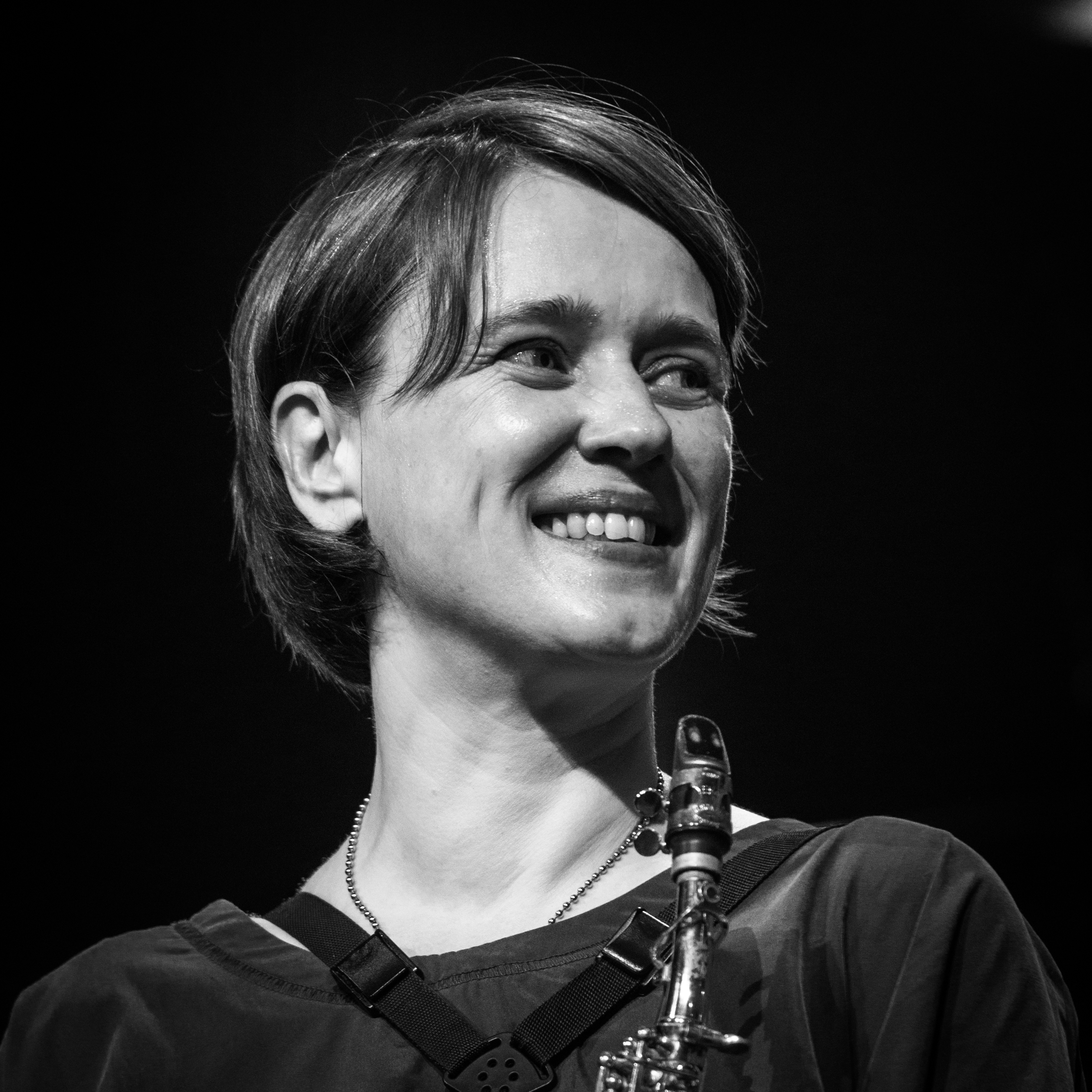
Ingrid Laubrock, moers festival 2017

„Ich habe versucht, die Kompositionen relativ einfach zu halten, damit die Komplexität nicht von der Fähigkeit ablenkt, Ideen zu extrahieren und jedem Einzelnen in der Band wirklich viel kreative Lizenz für das Material zu geben. Wenn ich also [Altsaxophonist] Jim Hobbs oder Mary Halvorson eine Melodie gebe, muss ich weder die Dynamik noch das Tempo oder die Artikulation angeben, weil ich weiß, dass sie etwas Interessantes damit machen werden. Ich vertraue darauf, dass sie die Handlungsfähigkeit übernehmen, um es in ihre eigene Richtung zu lenken. Zum Beispiel wird ein Stück, das ich mir als Ballade vorgestellt habe, zu diesem wütenden Inferno der Intensität. Wenn das passiert, gibt es ein aufregendes Gefühl von ‚Wir sind hier zusammen!‘.“
Bynum und seine neunköpfige Crew – bestehend aus Bill Lowe, Ingrid Laubrock, Jim Hobbs, Ken Filiano, Mary Halvorson, Stomu Takeishi, Tomas Fujiwara und Tomeka Reid – arbeiten mit drei Sätzen und vier getrennten Dekonstruktionen/Reimaginationen derselben Stücke und erreichen eine organische Balance in „Ambiguity“ in provokanten Suiten wie dem explizit rhythmischen „Neither When Nor Where“ (dt. Weder wenn noch wo), dem abstrakten „Ally Enter“, dem unapologetisch melodischen „Unreal / Real (For old Music)“ und „Real / Unreal“, eine Widmung an die verstorbene, Science-Fiction-Autorin Ursula K. Le Guin, die sich von einer elegischen Ballade zu einem turbulenten Crescendo entwickelt, schrieb Bill Milkowski.

## Titelliste
- Taylor Ho Bynum 9-tette: The Ambiguity Manifesto (Firehouse 12 – FH12-04-01-032 [CD],[5] FH12-04-08-032)[6]

1. Neither When Nor Where 5:24
2. Enter Ally 2:53
3. Real / Unreal (For Ursula K. Le Guin) 10:13
4. (G)host(aa/ab) 17:15
5. Enter (G) Neither 18:21
6. Ally Enter 7:17
7. Unreal / Real (For Old Music) 9:26

- Alle Kompositionen stammen von Taylor Ho Bynum.

## Rezeption

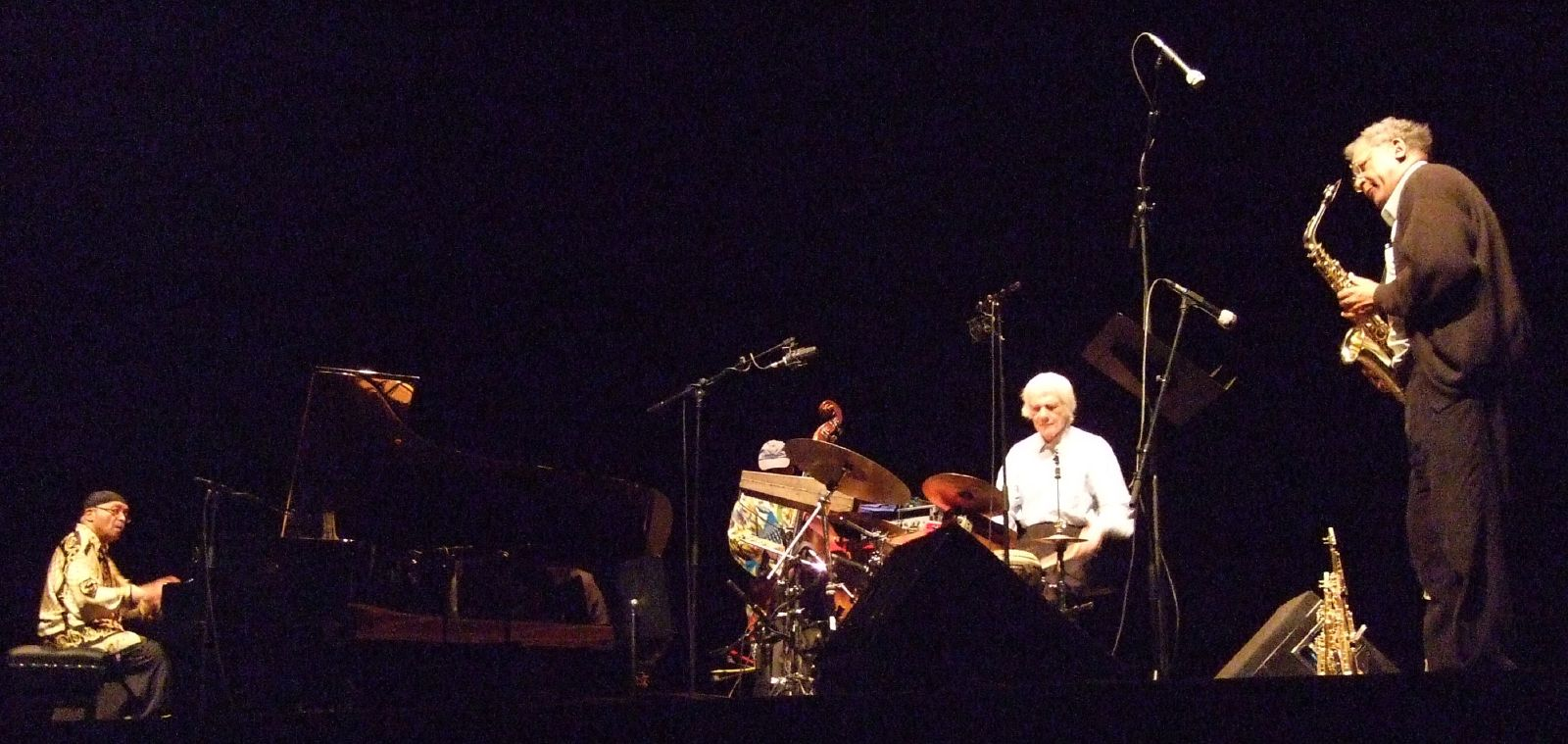
Cecil Taylor (links) mit Anthony Braxton (rechts)

Bill Milkowski schrieb im Down Beat, „angesichts des Raums, in dem Bynums Schreiben interpretiert werden kann, tragen die hier gesammelten Musiker auch dazu bei, den Umfang dessen zu erweitern, was der Bandleader ursprünglich angestrebt hatte.“
Karl Ackermann, der das Album in All About Jazz mit vier Sternen auszeichnete, ist der Ansicht, obwohl Bynum Anthony Braxton, Cecil Taylor und Bill Dixon – mit denen er zusammengearbeitet hat – als Einflussfaktoren auf diese Musik zitiere, diese oder eine Mischung von Einflüssen nicht so offensichtlich seien wie der eigene Ansatz des Komponisten. „Es gibt vielleicht keine formale Erzählung, die das Material zusammenhält, aber es gibt verknüpfte Ideen, bei denen die anfänglichen Umrisse analysiert und im Verlauf des Albums auf den Kopf gestellt werden. Bynum überlastet das Konzept nicht und lässt die Gruppe sich durch ihre individuellen und kollektiven Interpretationen unterscheiden“, schrieb Ackermann. Wie immer gäben die Brillanz der Hörner von Bynum, Jim Hobbs, Ingrid Laubrock und Bill Lowe, die genial transformative Präsenz der Gitarristin Mary Halvorson und die Fantasie des Bassisten Ken Filiano der Musik viele Leben. Bei aller Komplexität des Ambiguity Manifesto sei das gesamte Projekt klar und deutlich strukturiert und ein Beweis für einen außergewöhnlichen – und einzigartigen – Komponisten und die erstklassige Formation, die er führt, so Ackermanns Resümee.
Mike Shanley schrieb in JazzTimes, mit Tomas Fujiwara (Schlagzeug), Bill Lowe (Bassposaune / Tuba) und Ingrid Laubrock (Sopran- und Tenorsaxophone), die die Gruppe vervollständigen, „fasziniert Bynum die Zuhörer weiterhin mit einem Werk, das erdige Qualitäten besitzt, selbst wenn es in die Stratosphäre geht.“

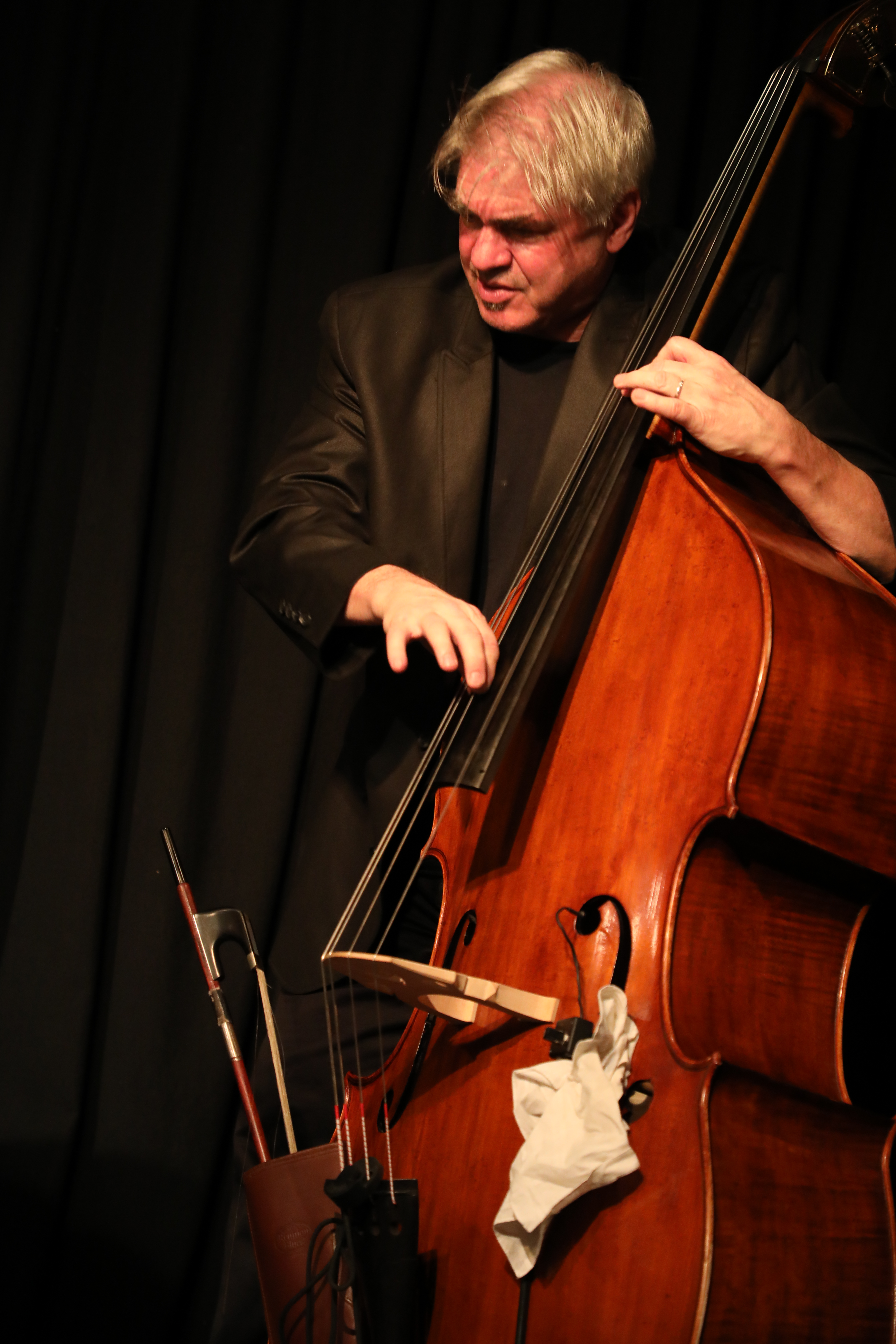
Bassist Ken Filiano mit Larry Ochs’ The Fictive Five im club W71, 2019

Bill Meyer schrieb in Dusted, Enter the PlusTet, das drei Jahre zuvor veröffentlicht wurde, „kombinierte metaphorische und absichtliche Aktivitäten, die gegen den Tenor der Zeit sprachen, mit der Freude, einen großen, organisierten Sound zu erzeugen, der die Fähigkeiten und Vorstellungen einer Vielzahl einbezog.“ The Ambiguity Manifesto reduziere die Situation, behalte jedoch das Potenzial für Untergruppen von Musikern bei, regelmäßig auszubrechen, sich in kleinen Gruppen auszutauschen und sich dann wieder zu einem Ensemble zusammenzuschließen, meinte Meyer. „Die größte Veränderung im Klang komme vom Kontrabassisten Ken Filiano und vom E-Bassisten Stomu Takeishi. Sie schließen sich mit Halvorson zusammen, um Filamente aus verdrahtetem Klang zwischen tektonischen Blechbläser- und Streicherpassagen und durch Fujiwaras raschelnden Ein-Mann-Klangwald zu schlängeln.“ Der komplizierte, improvisierte Austausch, der meisterhafte Austausch von allmählichen Veränderungen und das Nebeneinander von Farbe und Textur seien zutiefst lohnend, resümiert Meyer.
Mark Corroto schrieb in All About Jazz, wenn Bynum nur eines aus seiner Zeit bei Braxton nehmen würde, wäre es die Autorität, die Ensemble-Struktur und die Songform zu überdenken. Hier entscheide er sich für modulare Kompositionen, die in kleinere Elemente zerfallen, so dass sich sein 9-Tette auch trennen und in verschiedene Einheiten umwandeln kann. Mit der herausragenden Besetzung von Improvisatoren, die Bynum beschäftigt, sei die Dekonstruktion und der Zusammenbau der Funke, der die Möglichkeiten entzünde. Taylor Ho Bynum fasse The Ambiguity Manifesto in die Kategorien „Vorher und Nachher“ zusammen, wie in „AM / PM“, „BC / AD“ und vielleicht besser vor AACM (Association for the Advancement of Creative Musicians) und nach AACM. Mit der gesamten Breite der aufgezeichneten Jazzgeschichte wählte Bynum die Konzepte der AACM als Wendepunkt für diese Aufnahme.
Troy Collins schrieb in Point of Departure: „Formbare Musik für mittelgroße Ensembles ist zu Bynums Spezialität geworden. Manchmal abstrakt, für andere zugänglich, haben Bynum und Company ein Album erstellt, das die Zeit in einem Moment erweitert, um im nächsten einen Groove zu blockieren. Bei aller kompositorischen Komplexität und genrewidrigen Begeisterung ist das Projekt klar und deutlich.“ The Ambiguity Manifesto sei ein Beweis für einen außergewöhnlichen Bandleader und die beispiellose Gesellschaft, die er unterhält, so Collins’ Fazit.
Kevin Whitehead (National Public Radio) ist der Ansicht, dass der Komponist Taylor Ho Bynum seinen Spielern kein superhartes Material vorgebe. In der Musik gehe es mehr darum, wie die Musiker seinen Themen jonglieren. Innerhalb der Horn- oder Rhythmussektion können sich die Spieler verzweigen, um musikalische Unterprogramme auszuführen, oder sie können sich herausnehmen, um die Textur zu variieren. Es gebe einige gute kollektive Improvisationen, aber der Autor bevorzugt die Momente, in denen alle zu einer Melodie zusammenlaufen. „Jeder Spieler kann eine Melodie auf seine eigene Weise formulieren, wie in den sehr frühen Jazzbands, die den losen Kirchengesang der Gemeinde wiedergaben.“ Es gebe „einige schöne Instrumentaleffekte, bei denen ein Komponist eine Weile brauchen würde, um sich etwas auszudenken oder zu schreiben“, meint Whitehead. Diese Effekte würden von erfahrenen Improvisatoren, die vorbereitet sind, wie der Crew von The Ambiguity Manifesto, schneller realisiert. Taylor Ho Bynum vergleiche sein Komponieren mit der Gestaltung einer Plattform für Improvisatoren mit unterschiedlichen Aktivitätszonen, aber ohne festgelegte Regeln.